# Rom Houben
Rom Houben (1963) è uno sportivo belga al centro di un caso di controversa valutazione dello stato di consapevolezza post traumatica o coma vigile.

## La vicenda
Nel 1983, all'indomani di un gravissimo incidente stradale, il ventenne Rom Houben, cultore di arti marziali e studente di ingegneria, venne ricoverato in fin di vita all'ospedale di Zolder dove gli fu diagnosticato uno stato vegetativo persistente in cui è rimasto fino ad oggi. In realtà, secondo molti medici e infermieri che l'hanno avuto in cura, per tutto questo tempo l'uomo potrebbe essere rimasto sempre conscio seppure paralizzato.
La diagnosi venne riformulata come sindrome locked-in nel 2006 dal dottor Steven Laureys e dal suo team del Centro di neurobiologia cellulare e molecolare dell'università di Liegi mediante l'uso di vari strumenti per la scansione del cervello, in particolare grazie a una PET, e da quel momento Houben "sembrò" in grado di comunicare con il mondo esterno mediante una tastiera collegata alla sua mano destra tramite uno speciale supporto.
Vi furono tuttavia pesanti critiche alla validità di quel metodo di comunicazione facilitata, soprattutto in riferimento all'indispensabile mediazione di un assistente che muovesse/guidasse la mano del paziente. Nel 2010, però, l'attribuzione di uno stato di coscienza a Houben ha perso molto credito dopo il fallimento di un nuovo test di comunicazione con un diverso assistente, che non poteva vedere l'oggetto da identificare. Secondo lo stesso dottor Laureys, «gli ulteriori test dimostrano che Rom Houben non era in grado di identificare correttamente semplici parole e oggetti presentatigli dai ricercatori».
Le possibili diverse valutazioni degli stati di coma, come nel caso di Houben e di un'altra cinquantina di pazienti, sono alla base di una ricerca pubblicata nel 2010 dagli esperti dei centri neurobiologici di Cambridge e Liegi in cui, grazie all'utilizzo dell'MRI (Imaging a risonanza magnetica), si evidenzia la presenza di attività cerebrale minima anche negli stati vegetativi.